# Gustav Schneider (Politiker, 1868)

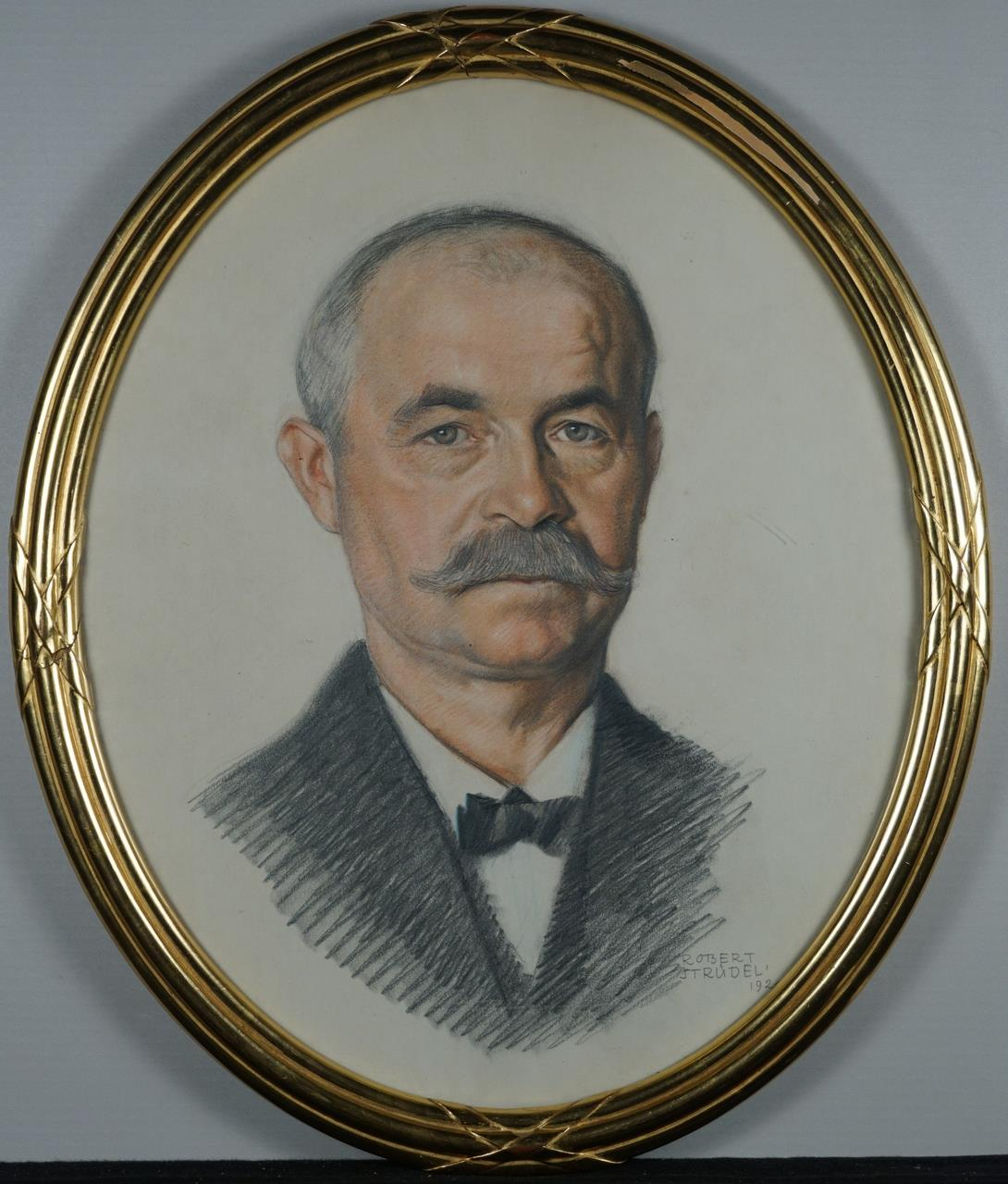
Gustav Schneider, 1920

Gustav Johann Schneider auch Gustav Schneider-Plattner (* 4. Juni 1868 in Reigoldswil; † 11. Juni 1932 in Liestal), heimatberechtigt in Reigoldswil, war ein Schweizer Händler und freisinniger Politiker.

## Leben

### Familie
Gustav Schneider war der Sohn von Johannes Schneider, Bandstuhl-Schreiners, Gastwirt und Händler und dessen Ehefrau Verena (geb. Frei).
Seit 1896 war er mit Selma (geb. Plattner) (1870–1952) verheiratet; gemeinsam hatten sie mehrere Kinder.
Seine Kremation fand auf dem Friedhof am Hörnli in Basel statt und er wurde auf dem Friedhof in Liestal beigesetzt.

### Werdegang
Gustav Schneider besuchte die Obere Realschule in Basel, verbrachte ein Welschlandjahr und absolvierte eine kaufmännische Lehre, bevor er als Eisen- und Weinhändler in Reigoldswil tätig wurde.
Von 1905 bis 1931 war er im Verwaltungsrat der Elektra Baselland und von 1909 bis 1926 im Verwaltungsrat der Autobus AG.
1902 wurde er in der Schweizer Armee zum Major befördert und zum Kommandanten des Füsilierbataillons 52 ernannt; 1909 erfolgte seine Beförderung zum Oberstleutnant.  Er war von 1914 bis 1918 Platzkommandant in Liestal (siehe Kaserne Liestal); 1925 wurde er als Oberstleutnant der Infanterie aus dem Wehrdienst entlassen.

### Gesellschaftliches und politisches Wirken
Gustav Schneider gehörte der Freisinnig-Demokratischen Partei an und war Gemeinderat in Reigoldswil und von 1891 bis 1892 Verfassungsrat.
Er war Initiant der Sekundarschule Reigoldswil und er leitete die Viehzuchtgenossenschaft Hinterland.
Von 1896 bis 1926 war er basellandschaftlicher Landrat, den er von 1909 bis 1910 und von 1918 bis 1919 präsidierte; dort übte er auch das Amt des Fraktionspräsidenten aus.
Er setzte sich für die Wasserfallenbahn, die allerdings erst 1955 erbaut wurde, ein und engagierte sich für bessere Arbeitsbedingungen der Posamenter, hierbei war er unter anderem Initiant der Posamenter-Unterstützung und 1925 Präsident der Expertenkommission des Kantons betreffend der Heimarbeit.
Vom 7. Dezember 1914 bis zu seinem Tod war er Ständerat und gehört als Mitglied der Finanzkommission an; ihm folgte Emil Rudin (1886–1946) in den Ständerat. Aus gesundheitlichen Gründen verzichtete er 1931 auf seine Wahl zum Ständerats-Präsidenten.
Er war Bankrat der Basellandschaftlichen Kantonalbank und von 1912 bis 1919 deren Präsident.
Gustav Schneider war ein Befürworter der Wiedervereinigung der beiden Basler Halbkantone (siehe Basler Kantonstrennung).

## Mitgliedschaften
Gustav Schneider war von 1916 bis 1919 Vorstandsmitglied des Kaufmännischen Vereins.